# Utträde ur Nato

Natos flagga.

Utträde ur Nato är den legala och politiska process varigenom en medlemsstat i Nato lämnar Nordatlantiska fördraget vilket betyder att landet inte längre är medlem av organisationen. Den formella processen återfinns i artikel 13 i fördraget. Artikeln anger att det land som vill lämna organisationen måste deponera en diplomatisk not till USA i egenskap av depositar, som sedan lämnar vidare noten till organisationens övriga medlemsstater. Efter en väntetid om ett år lämnar medlemsstaten organisationen formellt.
Hittills har ingen av medlemsstaterna sagt upp sitt medlemskap, även om det varit uppe till diskussion bland flera medlemmar. Trots detta har ett antal territorier som tidigare lytt under ett Natoland aldrig ansökt om medlemskap efter att de blivit självständiga stater.

## Procedur
Artikel 13 i Nordatlantiska fördraget är den paragraf som en medlemsstat använder för att informera andra medlemsstater eller berörda om att de vill lämna Nato. Artikeln anger:
När fördraget har varit i kraft i tjugo år kan en part upphöra att vara part ett år efter det att den har överlämnat sitt meddelande om uppsägning till Amerikas förenta staters regering, som ska underrätta de övriga parternas regeringar om deponeringen av varje meddelande om uppsägning.